# Auenheim (Frankrijk)
Auenheim is een plaats en voormalige gemeente in het Franse departement Bas-Rhin in de regio Grand Est en telt 731 inwoners (1999).

## Geschiedenis
Tot 1 januari 2015 maakte de gemeente deel uit van het arrondissement Haguenau totdat dit werd samengevoegd met het arrondissement Wissembourg tot het arrondissement Haguenau-Wissembourg.
Op 1 januari 2019 fuseerde Auenheim met Rountzenheim tot de commune nouvelle Rountzenheim-Auenheim.

## Geografie
De oppervlakte van Auenheim bedraagt 4,2 km², de bevolkingsdichtheid is 174,0 inwoners per km².
De onderstaande kaart toont de ligging van Auenheim (Frankrijk) met de belangrijkste infrastructuur en aangrenzende gemeenten.

## Demografie
Onderstaande figuur toont het verloop van het inwonertal (bron: INSEE-tellingen).